# Cirolana mercuryi
Cirolana mercuryi (Bruce, 2004) è una specie di isopode scoperta in una barriera corallina dell'isola di Bawe, Zanzibar, in Tanzania.
Come denominazione venne scelta "mercuryi" in omaggio a Freddie Mercury, "il più famoso cantante e musicista di Zanzibar".